# 马尔利 (摩泽尔省)
马尔利（法語：Marly，法語發音：[maʁli]；洛林语：Mâly）是法国摩泽尔省的一个市镇，属于梅斯区。

## 地理
马尔利（49°3'40"N, 6°8'59"E）面积10.8 平方千米，位于法国大東部大區摩泽尔省，该省份为法国东北部内陆省份，是洛林的一部分，西南接默尔特-摩泽尔省，东临下莱茵省，北与卢森堡和德国接壤。
与马尔利接壤的市镇（或旧市镇、城区）包括：蒙蒂尼莱梅斯、欧尼、屈夫里、梅斯、穆兰莱梅斯、普伊。

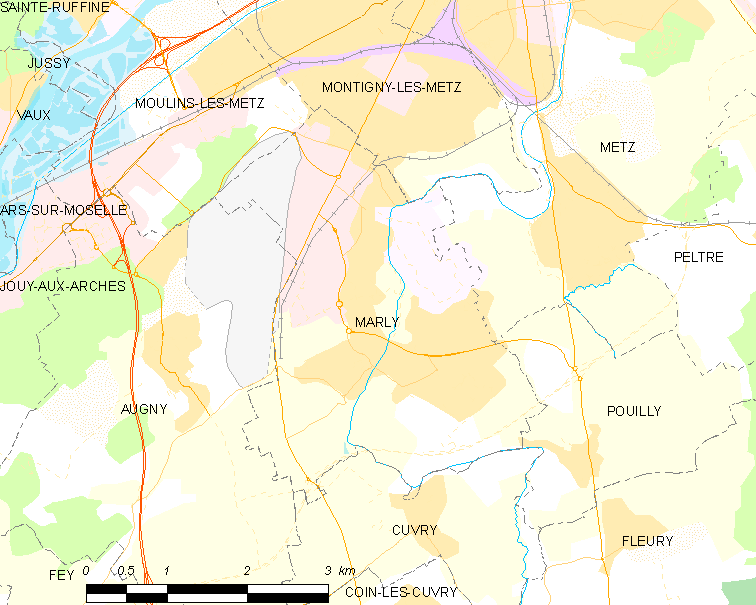
的OSM定位图

马尔利的时区为UTC+01:00、UTC+02:00（夏令时）。

## 行政
马尔利的邮政编码为57155，INSEE市镇编码为57447。

## 政治
马尔利所属的省级选区为蒙蒂尼莱梅斯县。

## 人口

1962-2008年间人口变化图示

马尔利于2022年1月1日时的人口数量为9937人。